# Faro de Formentor
El faro de Formentor, a 188 metros sobre el nivel del mar, fue el faro de las Islas Baleares más complicado de construir debido a su situación en la península de Formentor. Con una torre de 56 metros de altura, entró en funcionamiento en 1863, y se instaló una línea eléctrica en 1962, aunque las tormentas obligaron a la posterior instalación de grupos electrógenos. En la actualidad funciona con energía solar fotovoltaica.